# Берла (река)
Берла — река в Томской области России, левый приток Чулыма. Устье реки находится в 366 км от устья по левому берегу Чулыма (протока Цыгановская). Протяжённость реки 24 км.
На реке расположены сёла Берлинка и Дубровка.

## Данные водного реестра
По данным государственного водного реестра России относится к Верхнеобскому бассейновому округу,
 речной бассейн реки — (Верхняя) Обь до впадения Иртыша,
 речной подбассейн реки — Чулым,
 водохозяйственный участок реки — Чулым от в/п с. Зырянское до устья.
Код водного объекта — 13010400312115200020233.